# 拉烏維塔
拉烏維塔是哥倫比亞的城鎮，位於該國東北部，由博亞卡省負責管轄，始建於1758年，面積176平方公里，海拔高度2,466米，2005年人口3,390，人口密度每平方公里19.26人。
6°20′N 72°30′W / 6.333°N 72.500°W